# Candela
Pour les articles homonymes, voir Candela (homonymie).
La candela (symbole cd, du mot latin qui signifie « chandelle ») est l'une des sept unités de base du Système international. C'est l'unité de mesure de l'intensité lumineuse d'une source de lumière. Elle a remplacé l'ancienne unité d'intensité lumineuse, la bougie.

## Définition
À compter du 20 mai 2019, le Bureau international des poids et mesures définit ainsi la candela :

« La candela, symbole cd, est l'unité du SI d'intensité lumineuse dans une direction donnée. Elle est définie en prenant la valeur numérique fixée de l'efficacité lumineuse d'un rayonnement monochromatique de fréquence 540 × 1012 Hz, Kcd, égale à 683 lorsqu'elle est exprimée en lm W−1, unité égale à cd sr W−1, ou cd sr kg−1 m−2 s3, le kilogramme, le mètre et la seconde étant définis en fonction de h, c et ΔνCs. »

Dans cet énoncé, h est la constante de Planck, c la célérité de la lumière dans le vide, ΔνCs est la fréquence de la transition hyperfine de l'état fondamental de l'atome de césium 133 non perturbé.

Depuis 1979, la candela était définie de la façon suivante : « La candela est l'intensité lumineuse, dans une direction donnée, d'une source qui émet un rayonnement monochromatique de fréquence 540 × 1012 Hz et dont l'intensité énergétique dans cette direction est 1⁄683 watt par stéradian,. »

## Repères
- La fréquence choisie correspond à une longueur d'onde de 555 nm, dans la partie vert-jaune du spectre visible, et qui est proche du maximum de sensibilité de l’œil humain à la lumière du jour.Spectre visible sur fond grisé. Le maximum de sensibilité de l'œil se situe vers 555 nm.

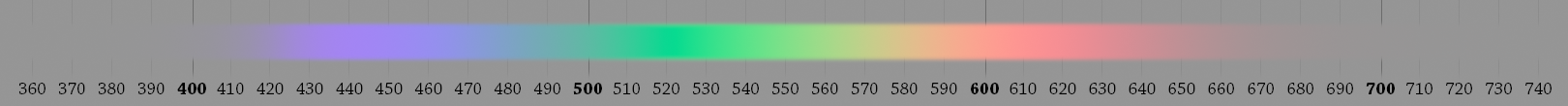
Spectre visible sur fond grisé. Le maximum de sensibilité de l'œil se situe vers 555 nm.

- Une bougie a un éclat d'approximativement 1 cd dans le plan horizontal ; c'est pour conserver la grandeur correspondant à d'anciennes définitions de l'intensité lumineuse, réalisées avec des bougies que les définitions successives de la candela ont été choisies.
- Une lampe à incandescence a un éclat moyen de l'ordre de 1 cd par watt de puissance électrique consommée[a].

## Histoire
La 9e Conférence générale des poids et mesures (CGPM) adopte le 21 octobre 1948 le nom « candela », qui s'ajoute à l'ancien nom de l'unité, la bougie nouvelle, que le Comité international des poids et mesures (CIPM) avait défini en 1946 : 

« La grandeur de la bougie nouvelle est telle que la brillance du radiateur intégral à la température de solidification du platine soit de 60 bougies nouvelles par centimètre carré. »

La 13e CGPM précise la définition en 1967 :

« La candela est l'intensité lumineuse, dans la direction perpendiculaire, d'une surface de 1/600 000 mètre carré d'un corps noir à la température de congélation du platine sous la pression de 101 325 pascals. »

La 16e Conférence générale des poids et mesures a établi la définition donnée plus haut le 12 octobre 1979 ; la 26e conférence a adopté la nouvelle définition en novembre 2018, pour entrer en vigueur le 20 mai 2019.